# Manophylax omogoensis
Manophylax omogoensis là một loài Trichoptera trong họ Apataniidae. Chúng phân bố ở miền Cổ bắc.